# Celibat
Celibat (łac. caelebs – bez żony, samotny) – forma życia polegająca na dobrowolnej wstrzemięźliwości seksualnej oraz zrezygnowaniu z wchodzenia w związek małżeński. Ma charakter religijny i jest praktykowany przez kapłanów Kościoła rzymskokatolickiego oraz mnichów wszystkich Kościołów chrześcijańskich. Także duchowni w innych religiach, jak np. w buddyzmie, praktykują celibat.

## W Piśmie Świętym
W Piśmie Świętym nie ma wyraźnych tekstów nakazujących zachowywanie celibatu członkom jakiejś grupy społecznej lub religijnej. W Starym Testamencie są tylko nieliczne wzmianki o osobach pozostających w bezżenności, np. Bóg Jahwe zaleca Jeremiaszowi, aby nie brał sobie żony (Jr 16,2). W stanie bezżennym żyli prorocy Eliasz i Elizeusz.
W Ewangelii Mateusza Jezus wypowiada słowa, w polskim tłumaczeniu Biblii Tysiąclecia oddane jako: są także bezżenni, którzy ze względu na królestwo niebieskie sami zostali bezżenni (Mt 19,12). Zdaniem części teologów, m.in. Joachima Gnilki i Uty Ranke-Heinemann, istnieją wątpliwości co do adekwatności użytego określenia bezżenni, uważają oni, że właściwe tłumaczenie to kastraci, eunuchy bądź trzebieńcy, oraz że Biblia Tysiąclecia stosuje określenia eufemistyczne. Tłumaczenie rzezańcy stosują m.in. katolicka Biblia Jakuba Wujka i protestancka Biblia gdańska. W tekście greckim użyto tu słowa εὐνοῦχοι (transliteracja: eunouchoi), co oznacza dosłownie eunuchy.
Drogę bezżenności wybrali Jan Chrzciciel, Jan Ewangelista oraz Święty Paweł. Ten ostatni w swoich listach kilkukrotnie umieszcza warunkową, względną zachętę do wyboru życia w celibacie:
- Dobrze jest człowiekowi nie łączyć się z kobietą. Ze względu jednak na niebezpieczeństwo rozpusty niech każdy ma swoją żonę, a każda swojego męża. Żona nie rozporządza własnym ciałem, lecz jej mąż; podobnie też i mąż nie rozporządza własnym ciałem, ale żona. Nie unikajcie jedno drugiego, chyba że na pewien czas, za obopólną zgodą, by oddać się modlitwie; potem znów wróćcie do siebie, aby – wskutek wstrzemięźliwości waszej – nie kusił was szatan. To co mówię, pochodzi z wyrozumiałości, a nie z nakazu.  (1 Kor 7,1-6)
- Tym zaś, którzy nie wstąpili w związki małżeńskie, oraz tym, którzy już owdowieli, mówię: dobrze będzie, jeśli pozostaną, jak i ja. Lecz jeśli nie potrafiliby zapanować nad sobą, niech wstępują w związki małżeńskie! Lepiej jest bowiem żyć w małżeństwie, niż płonąć. (1 Kor 7,8-9), zaznaczając wszakże na wstępie swojego wywodu, że „każdy jest obdarowany przez Boga inaczej” (1 Kor 7,7).
- Człowiek bezżenny troszczy się o sprawy Pana, o to jak się Panu przypodobać. Ten zaś, kto wstąpił w związek małżeński, zabiega o sprawy świata, o to, jak by się przypodobać żonie (1 Kor 7,32-33).

Inne zalecenia w odniesieniu do osób duchownych w Kościele dają 1. List do Tymoteusza i List do Tytusa:
- Biskup więc powinien być nienaganny, mąż jednej żony (...) dobrze rządzący własnym domem, trzymający dzieci w uległości, z całą godnością. (1 Tm 3,2-4)
- Diakoni niech będą mężami jednej żony, rządzący dobrze dziećmi i własnymi domami. (1 Tm 3,12)
- Zostawiłem cię na Krecie w tym celu, byś (...) ustanowił w każdym mieście prezbiterów. Jak ci zarządziłem, [może nim zostać,] jeśli ktoś jest nienaganny, mąż jednej żony, mający dzieci wierzące, nie obwiniane o rozpustę lub niekarność. (Tyt 1,5-6)

Jak wskazują powyższe cytaty, w czasach Jezusa i apostołów w tzw. Kościele pierwotnym, bezżeństwo (celibat) wśród duchownych nie było obowiązkowe. Oprócz tego Paweł wyraźnie ostrzega: Duch zaś otwarcie mówi, że w czasach ostatnich niektórzy odpadną od wiary, skłaniając się ku duchom zwodniczym i ku naukom demonów. [Stanie się to] przez takich, którzy obłudnie kłamią, mając własne sumienie napiętnowane. Zabraniają oni wchodzić w związki małżeńskie, [nakazują] powstrzymywać się od pokarmów, które Bóg stworzył, aby je przyjmowali z dziękczynieniem wierzący i ci, którzy poznali prawdę. (1 Tm 4,1-3).

## W Kościele katolickim

### Historia
W Kościele katolickim od samego początku kształtował się zwyczaj spontanicznego celibatu, który w miarę upływu czasu zaczęto traktować jako obowiązek.

#### Pierwotne chrześcijaństwo
W pierwszych wiekach chrześcijaństwa zalecano kapłanom wstrzemięźliwość seksualną, bez względu na to czy żyli samotnie, czy mieli rodziny. Nie uznawano możliwości ponownego zawarcia małżeństwa przez owdowiałych duchownych. W zakresie celibatu duchowieństwa nie było żadnych uregulowań prawnych. Żonaci mężczyźni byli dopuszczani do święceń.
W Kościele wschodnim już od końca III w. istnieją świadectwa, że naturalną konsekwencją praktykowania wstrzemięźliwości przez księży żyjących w małżeństwach było niezawieranie małżeństwa po święceniach. Mówił o tym Hipolit Rzymski oraz Synod w Neocezarei w Azji Mniejszej. Świadectwa z Syrii i Azji Mniejszej z drugiej połowy IV w. są jeszcze liczniejsze. Kanony Apostolskie stanowiły, że jedynie niżsi duchowni mogą się nadal żenić po święceniach. A zatem już wtedy biskupi, księża oraz diakoni nie zawierali małżeństw. Hieronim wyjaśniał, że Piotr i inni apostołowie byli żonaci, ale zawarli małżeństwo przed tym jak zostali wezwani przez Chrystusa do posługi apostolskiej, i po powołaniu odstąpili od pożycia małżeńskiego. Synod w Kartaginie z 390 r. mówił, że tradycja powściągliwości seksualnej księży żonatych była zapoczątkowana przez samych Apostołów. Legenda o Pafnucym, przytoczona przez Sokratesa Scholastyka w Historii Kościelnej, pochodząca z pierwszej połowy V w. nazywa zakaz małżeństwa księży starożytną tradycją kościelną.
Biskupi zebrani na synodzie w Ancyrze w 314 r. w kanonie 10 ogłosili:

Diakoni, którzy w chwili przyjmowania święceń zadeklarowali i stwierdzili, że chcą zawrzeć małżeństwo, gdyż nie mogą żyć w celibacie, jeśli później ożenią się, mogą nadal pełnić swe funkcje, ponieważ biskup udzielił na to zgody. Ci jednak, którzy nie zgłosili zastrzeżenia i przyjęli święcenie zgadzając się zachować bezżenność, a później się ożenili, powinni zostać złożeni z funkcji diakońskich.”

W 325 roku Sobór Nicejski uchwalił kanon III „O kobietach zamieszkujących razem z duchownymi”, nie ma w nim jednak mowy o związkach małżeńskich. Był to kanon wymierzony w konkubinat:

Wielki sobór zabronił całkowicie biskupom, prezbiterom, diakonom i wszystkim członkom stanu duchownego, zamieszkiwać z kobietą, chyba że jest to matka, siostra, ciotka lub inna osoba stojąca poza wszelkimi podejrzeniami.

Na Zachodzie na temat celibatu wypowiedział się już Synod w Elwirze (dzisiejsza Grenada) ok. 300-303 r. W kanonie 33 możemy przeczytać:

Synod zabrania stanowczo, aby biskupi, kapłani i diakoni oraz wszyscy duchowni będący w służbie ołtarza współżyli z żonami swymi i mieli dzieci. Kto by zaś to czynił, powinien być pozbawiony godności duchownej.

Synod w Kartaginie z 390 r. wypowiedział się w sprawie celibatu w kanonie 3:

Wypada, że święci biskupi i kapłani Boga, podobnie jak i lewici, czyli ci, którzy są w służbie Bożych sakramentów, powinni zachować doskonałą wstrzemięźliwość, tak, by mogli uzyskać w prostocie to, o co proszą Boga. To, czego apostołowie nauczali i co zachowywano w dawniejszych czasach, niech nam również będzie dane zachować... Cieszy nas wszystkich, że biskup, kapłan i diakon, strażnicy czystości, powstrzymują się od współżycia małżeńskiego ich z żonami, tak że ci, którzy służą przy ołtarzu, mogą zachować doskonałą czystość.

#### Średniowiecze
W VIII wieku celibat stał się prawem powszechnym na Zachodzie, ale został usankcjonowany jako jedyna forma życia duchownego dopiero za czasów papieża Grzegorza VII, w XI wieku, w ramach tzw. reformy gregoriańskiej.
Celibat był wymagany od osób wyświęconych (niektórych diakonów, prezbiterów, biskupów) w rycie rzymskim od XI–XII wieku i miał związek z reformą kościelną papieża Kaliksta II, w Polsce obowiązujący od 1197. Początkowo był jednak domeną zakonów, w których składa się ślubowanie czystości.
Pod koniec średniowiecza celibat nie był przestrzegany przez wszystkich kapłanów. W konkubinacie w Europie Zachodniej żyło ok. 25% kapłanów. Dziesiątki duchownych było z tego powodu denuncjowanych przez gorliwych dziekanów u biskupa lub sami przyznawali się do tego. Biskupi żądali oddalenia konkubiny, przeważnie jednak nie egzekwowano skutecznie żądania. W oczach wielu świeckich konkubinat księży przestał być zgorszeniem. Ten brak dyscypliny wiązał się z brakiem nauczania o ascezie oraz z traktowaniem pracy księdza bardziej jako funkcjonariusza niż duszpasterza.

#### Czasy nowożytne
Zasadniczo obowiązek celibatu ugruntował Sobór Trydencki. W kanonie IX z 24 sesji soboru, z 11 listopada 1563, w dekrecie o sakramencie małżeństwa, stwierdził:

Jeśli ktoś powie, że klerycy którzy otrzymali święcenia, lub osoby które uroczyście przysięgły czystość, mogą zawierać małżeństwo [...] niech będzie wyłączony ze społeczności wiernych.

Sobór Trydencki określił celibat jako szlachetniejszy wybór od małżeństwa:

Jeśli ktoś mówi, że stan małżeński powinien być traktowany wyżej nad stan dziewictwa czy celibatu i że nie jest lepsze i bardziej święte pozostać w dziewictwie czy celibacie niż zawrzeć małżeństwo, niech będzie wyklęty ze społeczności wiernych

Sobór watykański II wskazał na potrzebę celibatu duchownych, a jako uzasadnienie podał: aby łatwiej niepodzielnym sercem poświęcali się Bogu (Lumen gentium, 42). Paweł VI w encyklice Sacerdotalis caelibatus z 24 czerwca 1967 potwierdził dotychczasowe prawo Kościoła w zakresie celibatu duchownych i podał jego uzasadnienie: chrystologiczne, eklezjalne i eschatologiczne.
W 1971 roku w Rzymie zbadano przestrzeganie celibatu. Raport stwierdzał, że psychoseksualna niedojrzałość wyrażana w heteroseksualnej i homoseksualnej aktywności była często napotykana.

#### Podsumowanie
Podsumowanie historii wprowadzania celibatu:
| Wiek            | Kościół powszechny | Zachód | Wschód |
| --------------- | --- | --- | --- |
| Stary Testament | Nieliczne wzmianki o prorokach żyjących w celibacie, np. Jeremiasz. Celibat praktykowany powszechnie u esseńczyków. | | |
| I               | przykład życia w celibacie Jezusa, Jana Chrzciciela, Jana Ewangelisty, Pawła, Tytusa, Tymoteusza. Św. Paweł w listach zachęca wszystkich wiernych do celibatu, kiedy indziej jednak zaleca, aby prezbiterzy (Tyt 1,5-6), diakoni (1Tm 3,12) i biskupi (1Tm 3,2) byli "mężami jednej żony".                                                                                         | | |
| II              | Zachęta do wstrzemięźliwości po ślubie, ale żonaci dopuszczani do święceń. | | |
| III             | Początek dobrowolnego praktykowania celibatu przez anachoretów, eremitów i cenobitów. | | Od końca III w. istnieją świadectwa, że naturalną konsekwencją praktykowania wstrzemięźliwości przez księży żyjących w małżeństwach było niezawieranie małżeństwa po święceniach. Mówił o tym Hipolit Rzymski oraz Synod w Neocezarei w Azji Mniejszej. |
| IV              | Sobór Nicejski: brak mowy o małżeństwach duchownych. Synod w Kartaginie z 390 r.: kapłan powinien zachowywać celibat, zgodnie z nauką apostołów. W praktyce celibat nie był prawem powszechnie przestrzeganym. Zdarzały się całe dynastie kapłańskie, np. patron Irlandii, św. Patryk był synem diakona i wnukiem kapłana. Popularyzacja celibatu przez monastycyzm chrześcijański | Synod w Elwirze: zakaz współżycia. Kary do 10 lat pokuty za niewstrzemięźliwość duchownych.                                            | Synod w Ancyrze: diakon decyduje czy chce ślubować celibat |
| V               | Sobór chalcedoński: znaleźć można takie pojęcia jak episcopia (żona biskupa) i presbytera (żona kapłana) | | |
| VI              | | | |
| VII             | Do VII w. biskupi, także papieże, miewali małżonki, a ich synowie piastowali w Kościele najwyższe urzędy | | Sobór in Trullo: celibat obowiązuje tylko biskupów i mnichów |
| VIII            | | W VIII w. celibat stał się prawem powszechnym na Zachodzie                                                                             | |
| IX              | | | |
| X               | | | |
| XI              | | Grzegorz VII (papież) – usankcjonowanie celibatu. Oddolne ożywienie życia w celibacie przez członków zakonów żebrzących                | |
| XII             | | Kalikst II i Sobór Laterański I przypominają o obowiązku celibatu duchownych                                                           | |
| XIII            | | | |
| XIV             | | | |
| XV              | | | |
| XVI             | | Sobór Trydencki – przypomnienie nauki o celibacie                                                                                      | |
| XVII            | | | |
| XVIII           | | | |
| XIX             | | | |
| XX              | | obowiązek celibatu duchownych przypomniany w Kodeksie Prawa Kanonicznego z 1917 roku oraz przez kolejnych Papieży, aż do Jana Pawła II | |
| XXI             | | | |

### W obecnym prawie kanonicznym
Współczesne prawo kanoniczne Kościoła katolickiego zezwala na wyświęcanie żonatych mężczyzn na prezbiterów (księży) w trzech przypadkach:
- w katolickich Kościołach wschodnich,
- wśród księży innych wyznań (np. anglikańskich, starokatolickich, ewangelickich), którzy zmienili wyznanie na rzymskokatolickie (w przypadku Kościołów, których sukcesji apostolskiej Stolica Apostolska nie uznaje, wiąże się to z powtórnymi święceniami)
- w wyjątkowych przypadkach Kościoła prześladowanego (np. w Czechosłowacji i ZSRR).

W Kościele katolickim dozwolone są święcenia żonatych mężczyzn na diakonów stałych. Przed przystąpieniem do stanu duchownego muszą spełnić warunki zawarte w kanonach Kodeksu Kanonicznego. Ponadto możliwe jest przyjęcie święceń kapłańskich po śmierci żony przez wdowca.
Przyjęcie celibatu duchownych odbywa się podczas święceń diakonatu. W Kościele katolickim (i nie tylko) celibat praktykowany jest także przez mężczyzn, którzy nie są kapłanami, oraz przez kobiety. W tych przypadkach (zakonnice, eremici, członkowie instytutów świeckich itp.) konsekracja dokonuje się przez śluby lub inną więź. Celibat jest zawsze przyjmowany w wolności i dla Królestwa niebieskiego (Mt 19,12).

### Sens celibatu
Podstawa teologiczna celibatu kościelnego tkwi w jego związkach ze święceniami, które – jak wierzą katolicy – łączą kapłana z Jezusem Chrystusem.

#### Jan Paweł II o celibacie
W książce „Wstańcie, chodźmy!” Jan Paweł II tak tłumaczy sens celibatu:
- Istnieje przede wszystkim motywacja chrystologiczna: Chrystus, ustanowiony Pośrednikiem między Ojcem i rodzajem ludzkim, pozostał celibatariuszem, aby całkowicie poświęcić siebie służbie Bogu i ludziom. Komu dane jest uczestniczyć w godności i misji Chrystusa jest wezwany, aby podzielał również to całkowite oddanie.
- Istnieje motywacja eklezjologiczna: Chrystus umiłował Kościół, Ciało swoje, poświęcając dla tego Kościoła całego siebie, aby sobie przysposobić Oblubienicę chwalebną, świętą i nieskalaną. Wybierając celibat, kapłan obiera jako własną tę dziewiczą miłość Chrystusa do Kościoła, czerpiąc z niej moc nadprzyrodzonej płodności.
- Istnieje w końcu motywacja eschatologiczna: przy zmartwychwstaniu. Celibat kapłański zapowiada nadejście ostatecznych czasów zbawienia i w jakiś sposób antycypuje wypełnienie się Królestwa, potwierdzając, że istnieją wyższe wartości, które pewnego dnia zajaśnieją we wszystkich dzieciach Bożych[21].

### Celibat świeckich
W Kościele katolickim świeckimi celibatariuszami są na przykład numerariusze i przyłączeni Prałatury Opus Dei.

### Polska
W Polsce do końca XII wieku praktykowano udzielanie święceń żonatym mężczyznom. Celibatariuszami byli natomiast biskupi, choć i tu zdarzały się wyjątki, jak chociażby biskup włocławski, Ogier, który miał żonę Burnę, właścicielkę wsi Wyciąże pod Krakowem, oraz syna Ogierowica, który odgrywał znaczną rolę w Wielkopolsce.
Reforma, która po okresie saeculum obcurum doprowadziła do odrodzenia duchowego Kościoła na zachodzie Europy, w Polsce w XI i XII natrafiała na znaczne trudności. Władcy zachowując wpływ na obsadę stanowisk biskupich i opackich nadawali je przede wszystkim kandydatom zasłużonym dla dworu, a nie osobom, którym zależałoby na odnowie Kościoła. Wielu duchownych było żonatych, częstym zjawiskiem były potępiane przez Kościół symonia, nepotyzm i dziedziczenie urzędów.
Stopniowo jednak dzięki działalności zakonów oraz legatów papieskich realizowano dzieło odnowy, której głównym postulatem była reforma kleru. Przykładem może być działalność legata papieskiego Gwalona, biskupa Beauvais, który na zwołanym przez siebie synodzie wiosną 1103 usunął ze stanowisk dwóch biskupów. Prawdopodobnie jeden z nich, Czesław, biskup krakowski, utracił urząd ze względu na to, że był żonaty. Pierwszym miejscowym hierarchą, który stanowczo podejmował inicjatywy w sprawie podniesienia dyscypliny kościelnej, był Walter, z pochodzenia Walończyk, w latach 1149–1169 biskup wrocławski. Działania te, jak się przypuszcza, miały jednak charakter lokalny.
Za pontyfikatu Innocentego III, który na nowo podjął dzieło odnowy, do Polski przybywali legaci, mający za zadanie realizację reformy: Idzi z Modeny (1184), Reginald (ok. 1185) kardynał Giovanni Malabranca (1189) oraz kardynał Pietro Capuano. Ten ostatni na zwołanym w 1197 synodzie reaktywował przepisy kościelne o bezżeństwie duchownych i usunął ze stanowisk tych, którzy się temu sprzeciwiali.
Kontynuatorem tych działań był Henryk Kietlicz, arcybiskup gnieźnieński. Za jego rządów zasada celibatu została wprowadzona jako prawo obowiązujące. Każdy duchowny miał pod przysięgą złożoną na Ewangelię zrezygnować z życia małżeńskiego. Małżeństwa księży uważano za nielegalne, a dzieci z tych związków za pochodzące z „nieprawego łoża”. Miało to na celu uchronienie przed przekazywaniem przez księży w spadku probostw swoim synom. Od tej pory syn księdza mógł zostać kapłanem jedynie wówczas, gdy uzyskał uprzednio dyspensę papieską. Jednym z cennych dokumentów dotyczących tej kwestii jest dokument papieża Honoriusza III udzielający dyspensy pewnemu kandydatowi:
Ponieważ, jak donosisz naszemu apostolstwu, przed przybyciem pierwszego legata do Polski ojciec twój jako kleryk poślubił dziewicę i według zwyczajów krajowych, które jeszcze nie były zakazane, dał się wyświęcić na księdza i jako diakon ciebie z niej spłodził, pozwalamy na skutek twej prośby, byś mógł dostąpić święceń (…)
Pomimo tych zarządzeń jeszcze w XIII wieku zdarzały się wypadki nieprzestrzegania celibatu, o czym świadczyć może fragment jednej z kronik, gdzie opisano śmierć kantora kapituły krakowskiej Trojana w 1269 roku, który umierał otoczony wieloma dziećmi i wnukami.
Według Jana Ptaśnika jeszcze przez długi czas niektórzy duchowni nie podporządkowywali się zarządzeniom papieskim i prowadzili rozpustne życie, niejednokrotnie mając na swoim utrzymaniu liczne nałożnice. Kolejne zarządzenia synodalne miały na celu wprowadzenie dyscypliny i mimo trudności kontynuowano te działania aż do XV wieku.
Kolejnym ważnym krokiem w stronę utrwalenia celibatu i odnowy moralnej wśród duchowieństwa w Polsce był okres reformacji. Pod wpływem ruchów protestanckich, zaczęto zastanawiać się nad zniesieniem celibatu, podjęto tę kwestię nawet w piśmie wystosowanym przez króla do papieża. Propozycja ta została jednak odrzucona. Zdecydowane stanowisko Soboru Trydenckiego, podtrzymujące zasadę celibatu w Kościele rzymskokatolickim pomogło w jego ugruntowaniu w Polsce.

## W Kościołach prawosławnych
W Cerkwi prawosławnej i Kościołach wschodnich celibat obowiązuje biskupów, i dlatego tradycyjnie są oni wybierani spośród mnichów. Nie jest on wymagany od kapłanów i diakonów. Jednak w przypadku, gdyby przed przyjęciem święceń się nie ożenili również i ich obowiązuje życie w celibacie. Jeżeli zaś chcą się ożenić, muszą to zrobić przed przyjęciem święceń diakonatu (święcenia wyższe), lub, w niektórych Kościołach, subdiakonatu (święcenia niższe).

## W Kościołach protestanckich, starokatolickich i anglikańskich
Kościoły protestanckie, starokatolickie i Kościół anglikański zniosły go dla wszystkich swoich duchownych. Posiadanie rodziny przez duchownego uważa się za korzystne dla zboru. W Kościołach luterańskich celibat obowiązuje zazwyczaj siostry diakonisy.
Wyjątkiem jest protestancka grupa religijna szejkersów, która wszystkich wyznawców zobowiązuje do celibatu, potępia małżeństwo i zaleca adopcję zamiast rodzenia dzieci.

## W innych wyznaniach chrześcijańskich

### Antytrynitaryzm
Świadkowie Jehowy nie przyjmują koncepcji obowiązkowego życia w celibacie, gdyż według nich jest sprzeczna z Pismem Świętym. Uczą też jednak, że bezżenność może przynosić wiele korzyści.
Mormoni odrzucają celibat i chociaż niegdyś akceptowali poligynię, obecnie zalecają małżeństwo monogamiczne.

## W innych religiach

### Religie starożytne
W Rzymie celibat obowiązywał westalki, kapłanki bogini Westy. Podczas trwającej 30 lat służby nie mogły one wyjść za mąż, a za cudzołóstwo były karane śmiercią.

### Hinduizm
W hinduizmie celibat pełni bardzo ważną rolę. Nierozdzielnie związany jest z pojęciem „świętości” i dotyczy głównie „świętych mężów” (sadhu lub jogin), znacznie rzadziej „świętych kobiet”. Celibat może być stały lub okresowy (np. na okres pielgrzymki do miejsc świętych lub w okresie nauki u guru – jest to celibat od 12 do 24 roku życia, obowiązujący uczniów brahmaćarjów)
Tradycyjnie absolutny celibat obowiązuje zawsze sadhu i sannjasinów (w formie żeńskiej: sadhvi i sannjasini), tytułowanych zwykle swami. Są to mężczyźni, rzadko kobiety, którzy złożyli śluby „wyrzeczenia” od wszystkich dóbr i więzów doczesnych i utrzymują się z datków.
Podobne stanowisko w kwestii celibatu zajmuje dżinizm oraz niektóre nowe ruchy religijne, wywodzące się z hinduizmu, jak Brahma Kumari i Hare Kryszna.

### Buddyzm
Buddyzm od początku swego istnienia zalecał celibat. Przykład tego dał sam Budda, który w młodości porzucił żonę i odtąd zawsze żył w celibacie. Zasada celibatu obowiązuje mnichów buddyjskich, jakkolwiek niekiedy (szczególnie w Japonii) nie była ściśle przestrzegana. Od początku celibat dotyczył mnichów (mężczyzn i kobiet), potem zalecano nawet wstrzemięźliwość płciową w małżeństwie.

### Islam
Islam na ogół nie akceptuje celibatu w żadnej formie, odrzuca monastycyzm, zaleca małżeństwo i potępia pozamałżeńskie współżycie płciowe. Jedynie w sufizmie celibat jest praktykowany przez mistyków-derwiszów (mężczyzn i kobiety).

## Na uniwersytetach w Oksfordzie i Cambridge
Do końca XIX wieku celibat obowiązywał profesorów uniwersytetów w Oksfordzie i Cambridge.

## Kontrowersje
Wymóg celibatu wobec duchownych wzbudza sprzeciw ze strony krytyków Kościoła rzymskokatolickiego oraz grup reformatorskich w łonie katolicyzmu. Według nich celibat jest niezgodny z nauczaniem Biblii. Na poparcie tej tezy przywołuje się przykłady kapłanów Starego Testamentu, którzy powszechnie byli ludźmi żonatymi, oraz nauczanie Nowego Testamentu, w którym „bezżenność” przedstawiana jest jako dar (1 Kor 7,7.8) dla niektórych wierzących, życie rodzinne zaś – jako naturalne powołanie duchownych (1 Tm 3,1–5; 3,12). Zwolennicy modelu biblijnego argumentują, że życie rodzinne jest dla duchownych doskonałym sprawdzianem przydatności do służby w Kościele: „Jeśli bowiem ktoś nie potrafi sobie poradzić z własnym domem, to jakże będzie mógł zatroszczyć się skutecznie o Kościół Boży?” (1 Tm 3,5). Odwołują się również do faktu, że sam apostoł Piotr był człowiekiem żonatym (1 Kor 9,5; Mt 8,14).
Kwestia celibatu od wielu lat jest przedmiotem debaty wśród publicystów religijnych i teologów.
Celibat jest również krytykowany przez część seksuologów. Zbigniew Lew-Starowicz, w raporcie Seksualność Polaków z 2002 roku pisze: „[celibat] …wiąże się z uruchomieniem mechanizmów obronnych i zachowań zastępczych, które mają negatywny wpływ na duchownych i ich relacje z wiernymi. Wymienia się najczęściej: idealizowanie lub deprecjonalizowanie kobiet, kompensacyjne dążenie do zaszczytów, bogactwa i uznania, brak poczucia rzeczywistości i znajomości codziennego życia wiernych, niechęć do świeckich i wywyższanie się nad nimi, rozbudowanie teologii grzechu, obsesji antyseksualnych, faryzeizmu i obłudy, tłumienie seksu prowadzące do zaburzeń zdrowia, nadmiernego zainteresowania sprawami seksu u wiernych, zachowań zastępczych (homoseksualnych, pedofilnych) itd.”
Jak dalej pisze Lew-Starowicz, „według badań zachodnich orientację homoseksualną ujawnia do 22% księży, 80% masturbuje się, pedofilię rozpoznano u 2% badanych księży”.

## Aspekt psychologiczny wyboru celibatu
Przy wyborze życia w celibacie mogą wchodzić w grę motywacje negatywne, jak i pozytywne.

### Motywacje negatywne
Jedną z przyczyn negatywnej bezżenności mogą być przeżyte, szczególnie w pierwszych latach dzieciństwa, zakłócenia w rodzinnych relacjach międzyosobowych. W ten sposób decyzję o życiu w celibacie mogą podejmować osoby niedojrzałe uczuciowo, niezdolne do związku. Przy opóźnionym procesie dojrzewania, zahamowania dotyczące małżeństwa mogą ustąpić, co utrudnia wytrwanie w celibacie.

### Motywacje pozytywne
Według Kościoła katolickiego wybór życia w celibacie może być też pozytywnym, wewnętrznie dojrzałym i wolnym zaakceptowaniem drogi powołania życiowego. Daje wówczas szansę rozwoju i realizacji siebie. Decyzję obrania życia w celibacie można podjąć z powodów naturalnych (np. całkowitego poświęcenia się pracy artystycznej, naukowej lub wychowawczej) lub nadprzyrodzonych (ze względu na Boga). Celibatariusz powinien przeżywać humanizację swej seksualności na drodze naturalnej przez twórczość i kontakty międzyludzkie, a na drodze powołania Bożego przez miłość Boga oraz różne formy zaangażowania w służbę ludziom.

## Znaczenie współczesne
Obecnie coraz częściej spotyka się używanie terminu „celibat” w odniesieniu do przerwania współżycia zarówno stałego, jak i tymczasowego również w małżeństwie.